# Fieseler Fi 156

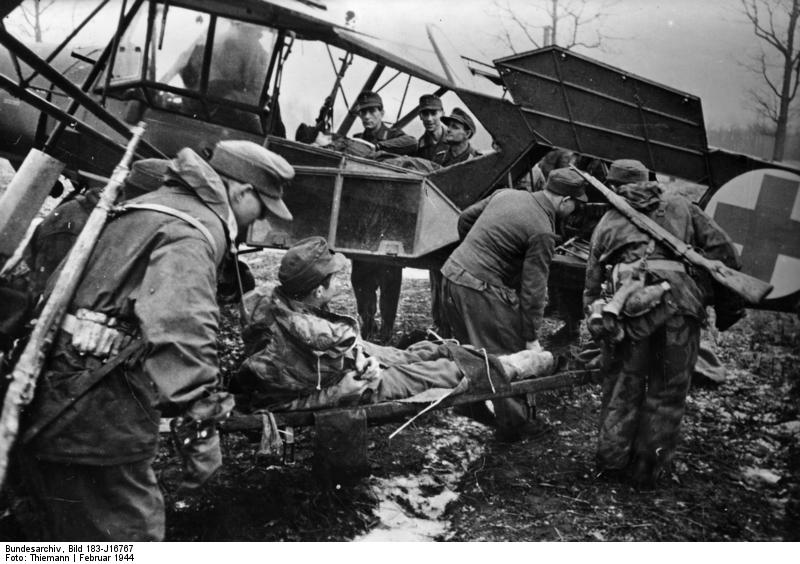
Fi 156 som ambulansflygplan. Östfronten i februari 1944.

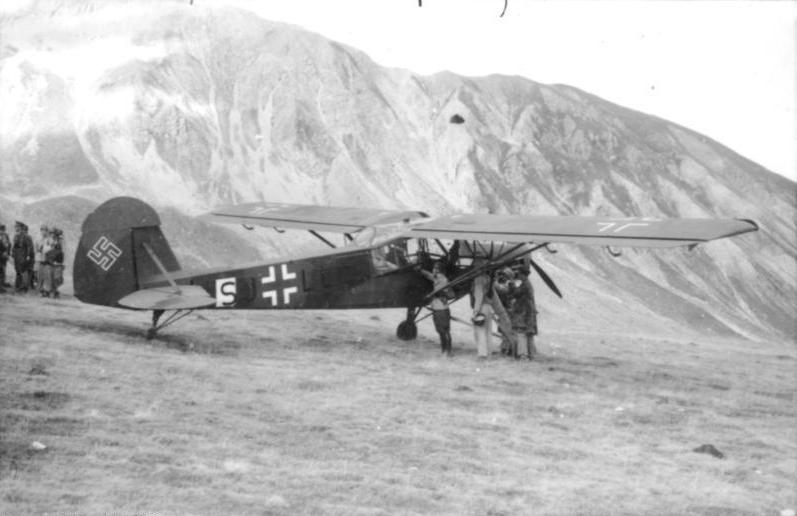
Benito Mussolini i startklar Fi 156 efter fritagningen, Gran Sasso 12 september 1943.

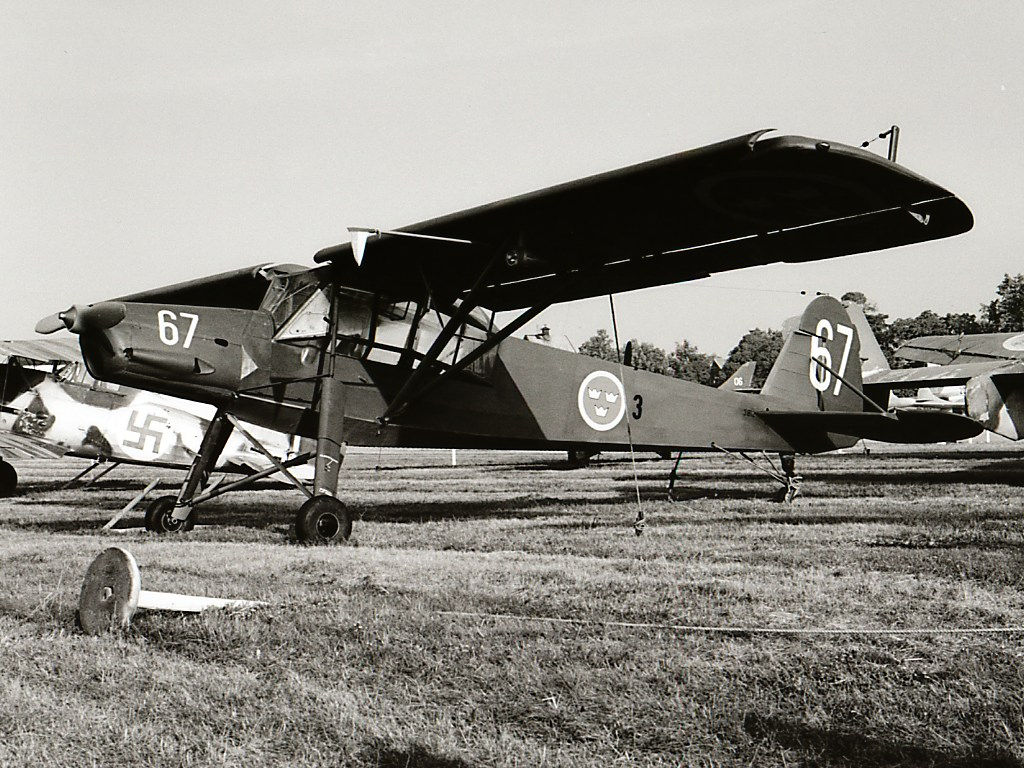
S 14 på F 3 Malmslätt.

Fieseler Fi 156 Storch (stork) var ett litet sambandsflygplan som tillverkades av Fieseler före och under andra världskriget och produktionen fortsatte i andra länder fram till 1950-talet för den privata marknaden. Flygplanet är ännu idag berömt för sina utmärkta STOL-egenskaper, det vill säga behovet av kort start och landningsträcka. Såväl tysk- som franskbyggda exemplar kan idag ses på flygshower.

## Historia
År 1935, ställde det tyska RLM (Reichsluftfahrtministerium — "Rikets luftfartsministerium") en förfrågan till flera flygplanstillverkare om ett nytt sambandsplan för Luftwaffe. Fieselers prototyp var det mest avancerade STOL-flygplanet, med stor marginal.  En fast framkantsklaff (slat) gick längs hela framsidan på vingarna, medan baksidan, inklusive skevrodren, hade en flerdelad klyvklaff likt bland annat på Junkersflygplans vingkonstruktioner. Vingarna kunde vikas in mot flygkroppen vilket tillät flygplanet att transporteras på en släpkärra eller till och med släpas långsamt efter ett fordon. De långa landställsbenen hade hydrauliska fjäderstötdämpare. Dessa stötdämpare kunde pressas ihop omkring 450 mm vid landning vilket tillät att flygplanet kunde sättas ner nästan var som helst. Under flygning hängde de ner och gjorde att flygplanet såg mycket långbent ut. Därifrån kommer även dess smeknamn, Storken. 

## Utveckling
Den första prototypen, Fi 156A, flög på våren 1936. Den drevs av en Argus As 10 C V-8 -motor på 180 kW (240 hk) som gav den en toppfart på 175 km/h. En Argus As 10 C-motor kan ses i förgrunden på bilden nedan. Denna kraft slösades dock inte bort; Storchen kunde flyga så långsamt som 50 km/h, starta i en lätt motvind på mindre än 50 m och landa på 20 m. Flygplanet beordrades omedelbart i produktion av Luftwaffe med en order om 16 flygplan och det första Fi 156A -flygplanet trädde i tjänst i mitten av år 1937.
Fieseler presenterade därefter sin Fi 156B-modell som tillät att man drog in framkantsklaffarna och flygplanet i sig självt hade fått en aerodynamisk putsning vilket gjorde att farten kunde ökas till 208 km/h. Luftwaffe ansåg inte att dessa förändringar var så viktiga och Fieseler gick i stället över till att producera det som skulle komma att bli huvudmodellen, Fi 156 C.
Fi 156C var i praktiken en "flexibel" version av A-modellen. En liten serie av C-0-versioner följdes av det tresitsiga sambandsflygplanet C-1, det tvåsitsiga observationsflygplanet C-2 som hade en MG 15-kulspruta bakåt för försvar. Båda modellerna trädde i tjänst år 1939. År 1941 ersattes båda av C-3:an som hade en "universell cockpit" som kunde användas för alla dess tidigare roller. Den sista C-modellen var C-5, som var en C-3:a som hade fäste under flygkroppen för en kamera eller en bränsletank. Vissa utrustades med skidor i stället för med hjul, för att kunna landa i snöiga regioner.

## Användning

### Tyskland
Fi 156 Storch kunde ses på alla fronterna i den europeiska delen av kriget. Flygplanet kommer troligen att alltid vara mest berömt för dess roll vid fritagningen av den fängslade italienska diktatorn Benito Mussolini från en stentäckt bergstopp som var omringad av italienska trupper. Den tyska kommandosoldaten Otto Skorzeny landade med glidflygplan tillsammans med 90 fallskärmjägare på toppen och erövrade den samt hotellet där Mussolini hölls, problemet var hur de skulle komma bort igen. En helikopter av typen Fa 223 sändes ut men den gick sönder på vägen dit. Istället flög piloten Walter Gerlach dit i en Storch, landade på 30 m, tog ombord Mussolini och Skorzeny och lyfte igen under 80 m, trots att flygplanet var överlastat. Flygplanet som var involverat i händelsen bar beteckningen "SJ + LL" och kan ses i en film om den vågade räddningen.
En Storch kom att bli offret i den sista luftstriden på västfronten och en annan sköts ned av dess amerikanska motsvarighet, en Piper L-4 Grasshopper, vars besättning avfyrade sina pistoler mot det tyska planet. Denna Storch tros vara det enda flygplanet som sköts ned av handeldvapen under hela kriget.
Sammanlagt tillverkades omkring 2 900 Fi 156, de flesta av C-modellen. Flygplanen tillverkades mellan 1937 och 1945 i Tyskland. När Fieselers huvudfabrik ändrade produktionen till Focke-Wulf Fw 190, år 1943, började man istället bygga Storchflygplan vid Mráz-fabriken i protektoratet Böhmen-Mähren. Ett stort antal byggdes även med början i april 1942 i den erövrade Morane-Saulnier-fabriken i Frankrike, som flygplanet MS.500 Criquet. Båda fabrikerna fortsatte produktionen efter kriget för den civila marknaden (i Tjeckoslovakien hette flygplanet K-65 Čáp och 138 exemplar byggdes fram till 1949).
De allierade erövrade åtminstone 60 Storchflygplan under kriget och ett av dem kom att bli personligt flygplan för fältmarskalk Montgomery.
På grund av dess fenomenala STOL-egenskaper (vilka kunde vara av stor nytta för bushpiloter, till exempel) har det gjorts många försök att återskapa eller rent av kopiera flygplanet i modern form, däribland många hembyggda flygplan.

### Finland
Det finländska flygvapnet beställde två Fi 156K-1-flygplan den 31 december 1938 och de levererades i maj 1939. Flygplanen fungerade som förbindelseplan för högkvarteren. Ett av flygplanen förstördes den 26 oktober 1944. Den överlevande Storchen (ST-112) verkade i flygvapnet fram till 1960. Flygplanet såldes på auktion och köptes upp av lahtisbon Oswald Stanley. Den 4 juli 1960 övergick den till civilregistret som OH-VSF. Flygplanet registrerades den 20 oktober 1964 på dragsfjärdbon Göran Hollsten under beteckningen OH-FSA. Flygplanet ägdes mellan 7 november 1969 och 29 december 1971 av Wihuri-gruppen, Oy Lentohuolto i Helsingfors. Efter att flygplanet skrevs ut ur civilregistret 1973 överfördes den till flygmuseumföreningen i Vanda och finns nu utställt vid Finlands flygmuseum vid Vanda flygfält, nära Helsingfors. Detta är den enda kvarvarande Fieseler Storchen i Finland.

### Sverige
I Sverige kallades flygplanet för S 14, S 14A, S 14B och dessa beteckningar stod alla för C-versionen av flygplanet. De första två exemplaren beställdes och levererades redan år 1938, först med beteckningen P 4. Det kom att användas i samverkan med armén som eldledningsflygplan och som sambandsflygplan i Flygvapnet. Totalt kom 26 stycken flygplan i tjänst på åtta flottiljer. Det sista flygplanet togs ur tjänst 1961. Ett exemplar finns bevarat vid Flygvapenmuseet i Linköping. Ytterligare några av Flygvapnets före detta S 14 finns bevarade i Europa och USA.

### Fjällstorkarna
Fjällstorkarna var ett flygförband som sattes upp av Östgöta flygflottilj (F 3) på Malmen. Uppgiften var humanitär. Under hösten 1944 hade det kommit fram uppgifter om hur norska flyktingar under oerhörda strapatser sökte sig över gränsen till Lappland. De sökte undkomma tyska förband i Finnmark i Norge. Det uppstod ett akut behov av flygtransporter för att bistå dem som i det bitande kalla klimatet med hårda stormar och ned mot 40 minusgrader var nära att duka under, men också för att föra fram mat och förnödenheter.
Baseringen av Fjällstorkarna var huvudsakligen på krigsflygfält nr 34 Kalixfors, tio kilometer söder om Kiruna. Flygplanstypen var Fieseler Fi 156 Storch (S 14), allmänt kallad Storken. Den var väl lämpad för uppgiften för sina STOL-egenskaper. Tack vare stora klaffar både i framkanten och bakkanten av vingen, kunde den dels flyga mycket långsamt, dels starta och landa på mycket korta sträckor. Storken kunde också förses med skidor.  
Beslutet att lämna denna hjälp togs av ÖB Helge Jung i samråd med Svenska Röda Korset den 24 november 1944. Redan den 5 december var ”Kirunadetachementet F 3” färdigorganiserat för att börja ombaseringen norrut. Fyra S 14 flögs till Jämtlands flygflottilj (F 4) på Frösön, varifrån de lastades på järnväg i Östersund för vidaretransporten till Kiruna. De monterades ihop på isen invid Kirunas järnvägsstation och flög sedan den sista biten till Kalixfors. Verksamheten vid det 60 man starka förbandet kom igång den 13 december. Många av flygningarna gick med proviant till de fjällstugor dit många norrmän tagit sin tillflykt eller för att transportera sjuka eller förfrusna därifrån till sjukhus. Flygplanen togs också i anspråk vid den fruktansvärda minolyckan i Karasjok i norska Finnmark i krigets slutskede, då 18 polissoldater dödades och nio blev svårt skadade. De skadade opererades av fallskärmshoppande läkare och sjuksköterskor, influgna från Luleå, och fördes därefter av Fjällstorkarna till Kiruna, där de togs ombord på på F21 i Kallax baserade amerikanska C-47 Skytrain under Bernt Balchen:s kommando för transport till Garnisonssjukhuset i Boden.
Flygverksamheten på Kalixfors sattes på hårda prov. Navigering fick ske med hjälp av karta, klocka och kompass. Det var bara ljust ett par timmar mitt på dagen och sikten var ofta begränsad av dimma. Det enda haveriet i förbandet inträffade just på grund av dimma, men utan personskador. Den tekniska personalen hade det också besvärligt. Varje kväll tappades flygplanen på olja som sedan hölls varm under natten med hjälp av koleldade kaminer. Det fanns heller inga hangarer, varför service och tillsyn ägde rum i det fria.
Fjällstorkarna avvecklades den 14 maj 1945. Då hade förbandet fört 120 norrmän samt några personer av annan nationalitet i säkerhet.

## Användare
| - Bulgarien - Finland - Frankrike (efter kriget) - Italien - Jugoslavien - Kroatien - Rumänien - Schweiz - Slovakien - Spanien | - Sverige - Tjeckoslovakien (efter kriget) - Tyskland - Ungern |